# ジョウダンアオナナテンパイ
ジョウダンアオナナテンパイは、太田プロダクションに所属する日本のお笑いコンビ。愛称は「ジョウダン」「アオナナ」。コンビ名はスロットの用語に由来。

## メンバー
- 勝呂 祐介（かつろ ゆうすけ、1990年1月26日（35歳） - ）ボケ担当。
  - 神奈川県横須賀市出身。身長178 cm、体重65 kg。血液型A型。
  - 趣味はスロット、競艇。
  - 好物はチャーハン。パラパラなチャーハンを作ることができる。
  - 好きなおにぎりは、1位チャーハン・2位明太マヨ・3位鮭。
  - 喫煙者で、普段吸いは赤ラーク。
- 冨山 麗璃（とみやま れお、1996年1月22日（29歳） - ）ツッコミ・ネタ作り担当。
  - 群馬県吾妻郡出身。身長170 cm、体重62 kg。血液型A型。
  - 学生時代は生徒会長を務めていた。
  - 事務所の先輩である有吉弘行のファンで、有吉弘行のSUNDAY NIGHT DREAMERのファンでもある。[1]。
  - ファッションに興味が無く、冬は赤のパーカーと黒のパーカーを着回している。この情報がWikipediaに載せられて以降、ファンからパーカーを沢山貰った。
  - 好きなおにぎりは、1位梅・2位昆布・3位おかか。
  - 偉人の豆知識に詳しい。
  - 甘いものが好き。

## 略歴
- 2014年4月 - 太田プロエンタテイメント学院6期生として知り合い、現在のコンビを結成。
  - 養成所の授業内でボケチームとツッコミチームに分かれてコンビを組む流れになった際、勝呂が冨山へ声をかけたのが結成のきっかけ。
  - 勝呂から見た冨山の第一印象は「弱そうな奴がいるな」、冨山から見た勝呂の第一印象は「弱そうな奴が来たな」であったとひ弱なラジオ内で語っている。
  - コンビ名は勝呂の趣味であるスロットの用語「上段青7テンパイ」が由来で、大当たり一歩手前という意味。
- 2015年3月 - 太田プロエンタテイメント学院を卒業後、事務所に所属せずフリーとして活動。
- 2018年
  - 7月 -「ぐるナイおもしろ荘 この夏ブレークする芸人が生放送で決定SP！」にフリーとして出演[1]。
  - 8月 - 太田プロダクションへの所属が決まる。
- 2024年10月 - 解散[2]。

## 芸風
主に漫才で、ゆるい雰囲気が特徴。

## 賞レース成績

### Mｰ1グランプリ
| 年度             | 結果      | エントリー No. | 会場                          | 日程           | 備考                                                    |
| ---------------- | --------- | -------------- | ----------------------------- | -------------- | ------------------------------------------------------- |
| 2015年（第11回） | 2回戦進出 | 2883           | [東京] 雷5656会館ときわホール | 10月13日（火） |                                                         |
| 2016年（第12回） | 1回戦敗退 | 2450           | [東京] 新宿シアターブラッツ   | 9月23日（金）  |                                                         |
| 2017年（第13回） | 2回戦進出 | 2826           | [東京] 雷5656会館ときわホール | 10月5日（木）  |                                                         |
| 2018年（第14回） | 3回戦進出 | 1452           | [東京] ルミネtheよしもと      | 11月15日（木） |                                                         |
| 2019年（第15回） | 3回戦進出 | 1113           | [東京] ルミネtheよしもと      | 11月10日（日） |                                                         |
| 2020年（第16回） | 2回戦進出 | 1954           | [東京]よしもと有楽町シアター  | 11月5日（木）  |                                                         |
| 2021年（第17回） | 3回戦進出 | 1371           | [東京]よしもと有楽町シアター  | 11月1日（月）  |                                                         |
| 2022年（第18回） | 2回戦進出 | 2125           | [東京] 雷5656会館ときわホール | 10月18日（火） |                                                         |
| 2023年（第19回） | 3回戦進出 | 2373           | [東京]KANDA SQUARE HALL       | 11月6日 (月)   | 1回戦敗退後、再エントリーで合格し3回戦進出 1回戦3位通過 |

## 出演

### テレビ
- ぐるナイ おもしろ荘 この夏ブレークする芸人が生放送で決定SP！（日本テレビ） - 2018年7月26日[4]
- サイキ道（テレビ朝日） - 2018年10月8日[5]
- 深夜に発見！新shock感～一度おためしください～（テレビ東京） - 2019年1月6日[6]
- 前略、西東さん（中京テレビ） - 2020年6月27日[7]
- 有田ジェネレーション（TBSテレビ） - 2020年11月23日[8]

### cm
- エステー株式会社 ムシューダCM
  - 「歌うな」篇15秒[9]
  - 「歌うな・防虫カバー」篇15秒[10]

### ラジオ
- - ジョウダンアオナナテンパイのひ弱なラジオ（JFN） - 2020年3月2日[11]～
  - マイナビ LaughterNight（TBSラジオ）- 2020年9月18日[12]
  - ジョウダンアオナナテンパイのラジオ（stand.fm）  -2023年11月16日〜

### ライブ
- 事務所ライブ「月笑」
- 同期ライブ「第六感」「バラクとクッキー」
- レフカダモータース、スクリュードライブ、勝手に漫才GP!、いぶき、ゲレロンステージ、パワーオブフリー、MANZAI魂!、若武者